# مدام (أمانة العاصمة)

تعديل مصدري - تعديل

مدام هي إحدى قرى مديرية ضواحي الأمانة همدان التابعة لمحافظة أمانة العاصمة صنعاء اليمنية، بلغ  تعداد سكانها 3002 نسمة حسب الإحصاء الذي أجري عام 2004.